# Весёлое (Раевский сельский совет)
Весёлое (укр. Веселе) — село,
Раевский сельский совет,
Синельниковский район,
Днепропетровская область,
Украина.
Код КОАТУУ — 1224887103. Население по переписи 2001 года составляло 884 человека.

## Географическое положение
Село Весёлое находится на северной окраине города Синельниково.
Рядом проходит автомобильная дорога Т-0416 и
железная дорога, станция Синельниково 2 в 1-м км.

## Экономика
- ООО «Плодорассадник им. Мичурина».
- ООО «КОМ».

## Объекты социальной сферы
- Фельдшерско-акушерский пункт.

## Достопримечательности
- Братская могила советских воинов.